# Зарудный, Роман Григорьевич
Рома́н Григо́рьевич Зару́дный (1781—?) — ротмистр, герой сражения при Ла-Ротьере.
Родился в 1781 г., в 1800 г. состоял уже на военной службе унтер-офицером Мариупольского гусарского полка.
В 1806 г. был в сражении с турками под Хотином и 3 мая того же года произведён был из корнетов в поручики. В следующем 1807 г. Зарудный принял участие в походе в Пруссию; в 1809 г. был в Галиции.
В Отечественную войну 1812 года отличился под Смоленском (где получил орден св. Анны 4-й степени) и под Красным.
Во время Заграничного похода 1813—1814 гг. Зарудный принимал участие в битвах под Кацбахом и Лейпцигом и произведён был в штабс-ротмистры, а под Ла-Ротьером отбил у неприятеля пушку, за что 20 января награждён был орденом св. Георгия 4-й степени (№ 2800 по кавалерскому списку Григоровича — Степанова).
Затем отличился под Фер-Шампенуазом и получил орден св. Владимира 4-й степени с бантом.
По возвращении из похода Зарудный вышел в отставку с чином ротмистра. Год смерти его неизвестен.